# 斯潘库尔
斯潘库尔（法語：Spincourt，法語發音：[spɛ̃kuʁ]）是法国默兹省的一个市镇，属于凡尔登区。

## 地理
斯潘库尔（49°19'45"N, 5°39'56"E）面积27.28 平方千米，位于法国大東部大區默兹省，该省份为法国西北部内陆省份，北与比利时接壤，西接马恩省和阿登省，南至上马恩省和孚日省，东临默尔特-摩泽尔省。
与斯潘库尔接壤的市镇（或旧市镇、城区）包括：栋普里、圣叙普莱、克西夫里-锡尔库尔、多马里-巴龙库尔、栋雷米拉卡讷、古兰库尔、米泽赖、努永蓬、圣皮埃尔维莱、沃东库尔。

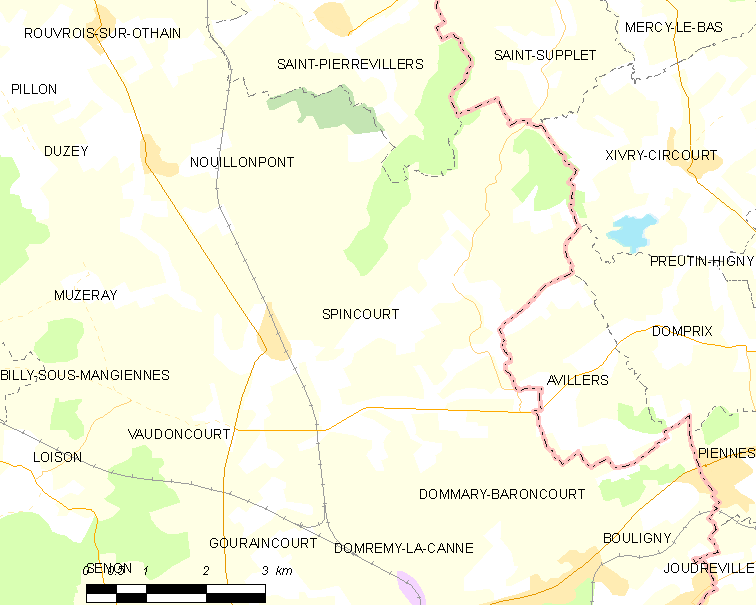
斯潘库尔的OSM定位图

斯潘库尔的时区为UTC+01:00、UTC+02:00（夏令时）。

## 行政
斯潘库尔的邮政编码为55230，INSEE市镇编码为55500。

## 政治
斯潘库尔所属的省级选区为布利尼县。

## 人口

1962-2008年间斯潘库尔人口变化图示

斯潘库尔于2022年1月1日时的人口数量为815人。